# Gaya triflora
Gaya triflora är en malvaväxtart som beskrevs av Bénédict Pierre Georges Hochreutiner. Gaya triflora ingår i släktet Gaya och familjen malvaväxter. Inga underarter finns listade i Catalogue of Life.